# Salig Mattias Pascal
Salig Mattias Pascal (italienska: Il fu Mattia Pascal) är en roman från 1904 av den italienske författaren Luigi Pirandello. Den handlar om en man som fastnat i en bedrövlig livssituation, men vinner en större summa pengar i Monte Carlo, varpå han skaffar sig en ny identitet. Boken berör teman om identitet och är humoristiskt skriven.
Boken gavs ut på svenska 1925 i översättning av Elsa Thulin. Den har filmatiserats 1926 av Marcel L'Herbier, 1937 av Pierre Chenal och 1985 av Mario Monicelli.